# قلعه جوق (ماکو)
قلعه جوق یک روستا در ایران است که در بخش مرکزی شهرستان ماکو در استان آذربایجان غربی واقع شده‌است.

## جمعیت
این روستا در دهستان قلعه‌دره‌سی قرار دارد و براساس سرشماری مرکز آمار ایران در سال ۱۳۸۵، جمعیت آن ۶۹۶ نفر (۱۷۰ خانوار) بوده‌است.